# 吐曼河
吐曼河是位于新疆西南部喀什噶尔河的一条支流。发源于疏附县木什乡明尧勒村，由沿途泉水和克孜河流域灌溉排水混合汇流而成，河流蜿蜒曲折，水流缓慢，从西向东经夏马勒巴格乡，在喀什市区的北部穿城而过，在喀什师范学院附近拐弯向南，往东南方向流去，灌溉着疏附县英吾斯塘乡。全长77.6公里，流域面积576平方公里，喀什市区内长度18公里。多年平均径流量为1.12×108立方米。 河水灌溉全市23万亩农田，末端汇入红旗水库。

## 词源
“吐曼”在维吾尔语中指“水磨”，沿吐曼河两侧引水渠上大量的与当地居民生活密切关联的磨面“水磨”。1951年春，由于喀什城市人口增多，传统的水磨磨面难以保障面粉加工，中国人民解放军喀什军区决定在喀什市区南郊的一片高地上建设一座面粉厂，由解放军第二军后勤部与该军教导团承建。1952年国庆节前夕建成投产。1955年冬该厂移交喀什地区粮食局，更名为喀什八一面粉厂。